# Tinamú dels Andes
El tinamú dels Andes (Nothoprocta pentlandii) és una espècie d'ocell de la família dels tinàmids (Tinamidae) que viu en praderies i zones obertes andines, des del sud de l'Equador, cap al sud, a través del Perú i Bolívia fins al nord de Xile i l'oest de l'Argentina.